# Brooke (Norfolk)
Brooke – wieś w Anglii, w hrabstwie Norfolk, w dystrykcie South Norfolk. Leży 11 km na południowy wschód od Norwich i 156 km na północny wschód od Londynu.
Miejscowość liczy 1242 mieszkańców.